# Židovský hřbitov v Pražáku u Vodňan
Židovský hřbitov v obci Pražák u Vodňan se nachází asi 700 metrů jihozápadním směrem od vesnice Pražák, která je částí města Vodňany, na kraji lesa. Má rozlohu 543 m2. V současnosti je hřbitov chráněn jako kulturní památka České republiky.
Na hřbitově se nachází cenný soubor starobylých a novodobých náhrobků.
Hřbitov byl založen v roce 1839, kdy Židovská náboženská obec ve Vodňanech zakoupila od města pozemek k jeho zřízení. Nejstarší náhrobky pocházejí z 1. poloviny 19. století. Úplně nejstarší čitelný náhrobek je datován 1848. Pohřby se zde konaly do roku 1942 kdy byli Židé z Vodňan a okolí deportováni do Koncentračního tábora Terezín. Do dnešních dnů se zachovalo asi 150 náhrobků. Hřbitov je dnes ve vlastnictví Židovské obce v Praze. Nápis nad hřbitovní bránou je citát z Bible: „Hospodin usmrcuje a znovu obživuje.“ (1. Samuelova 2:6)
Zdejší židovská komunita přestala existovat v roce 1940.

## Galerie

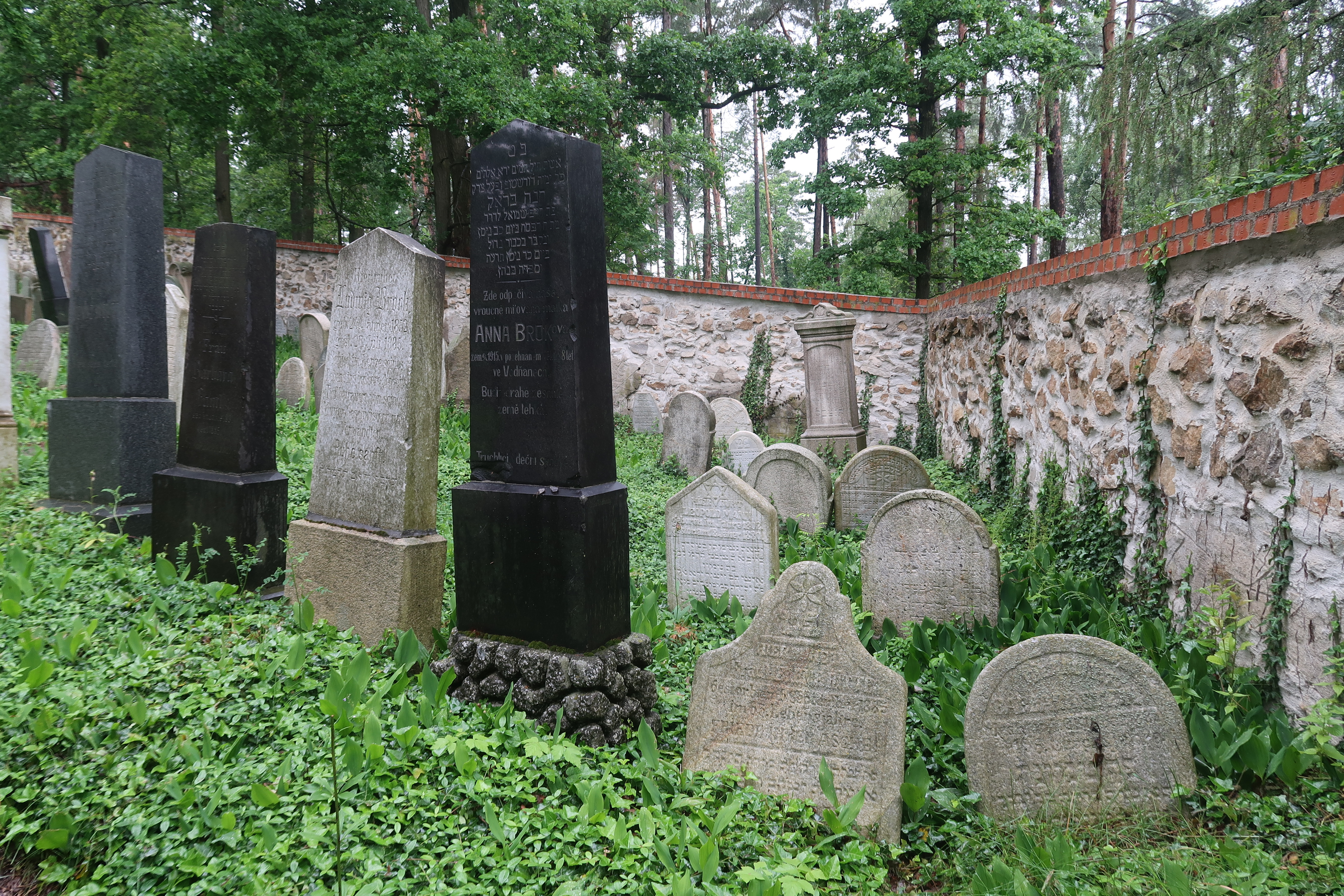
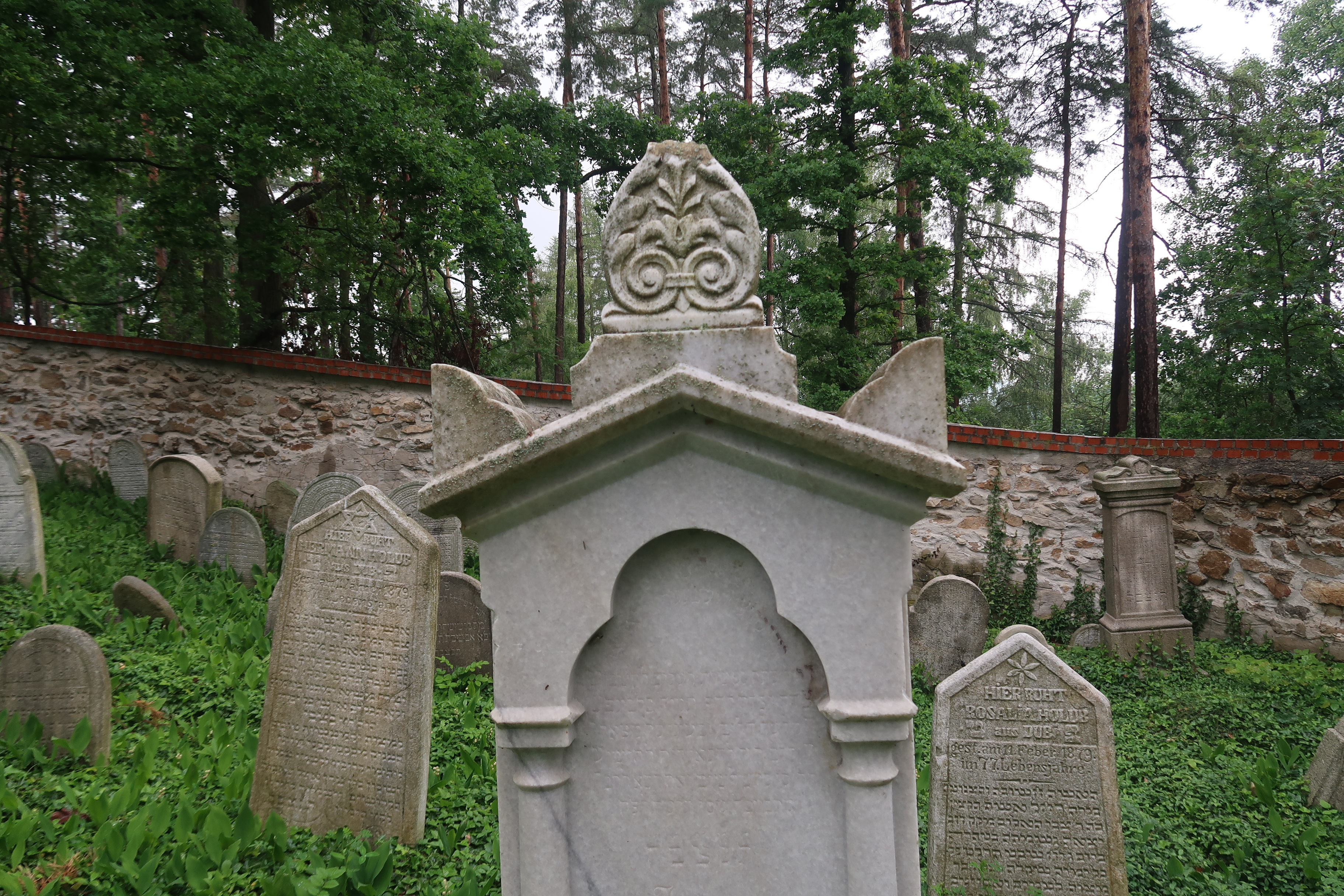
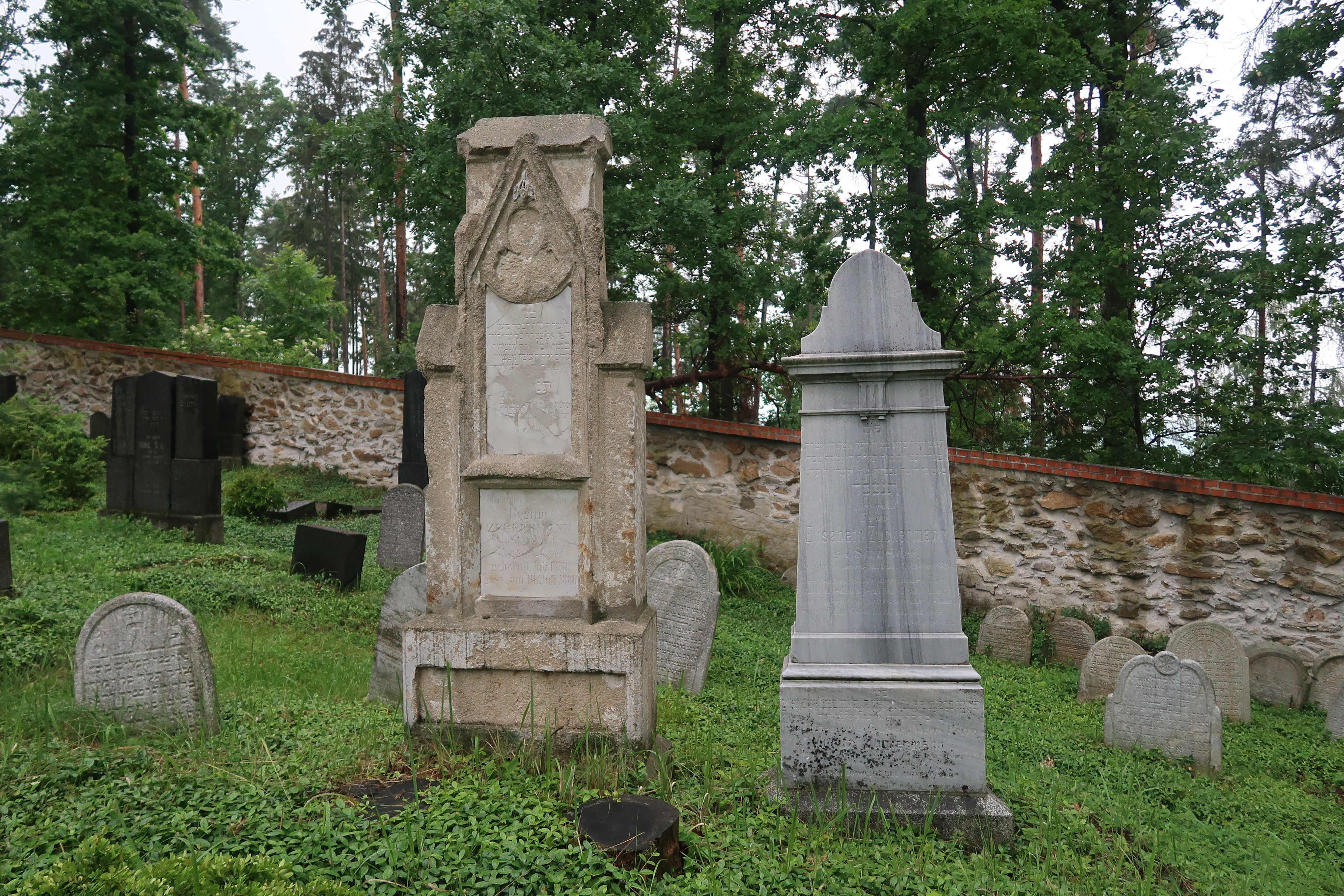
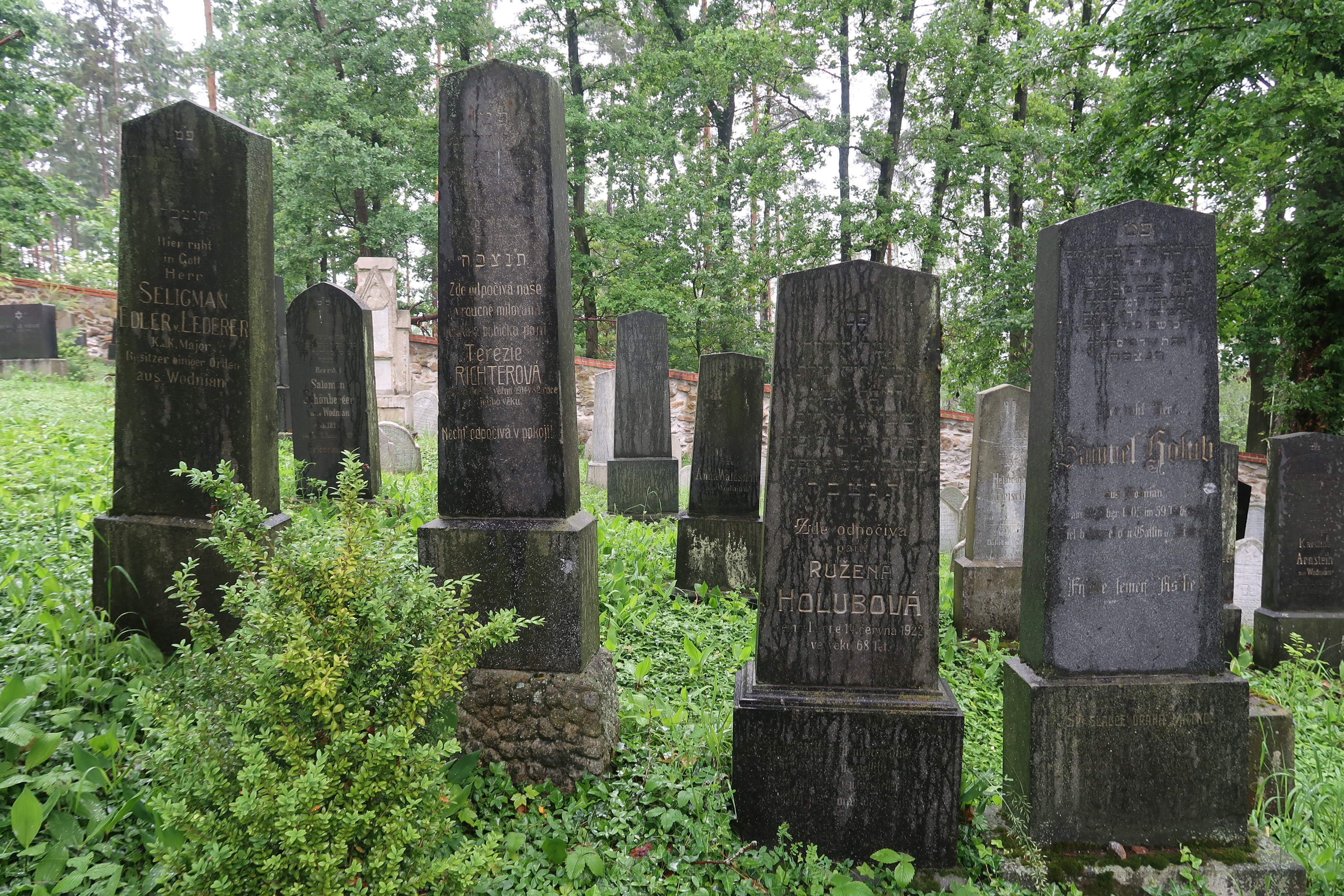
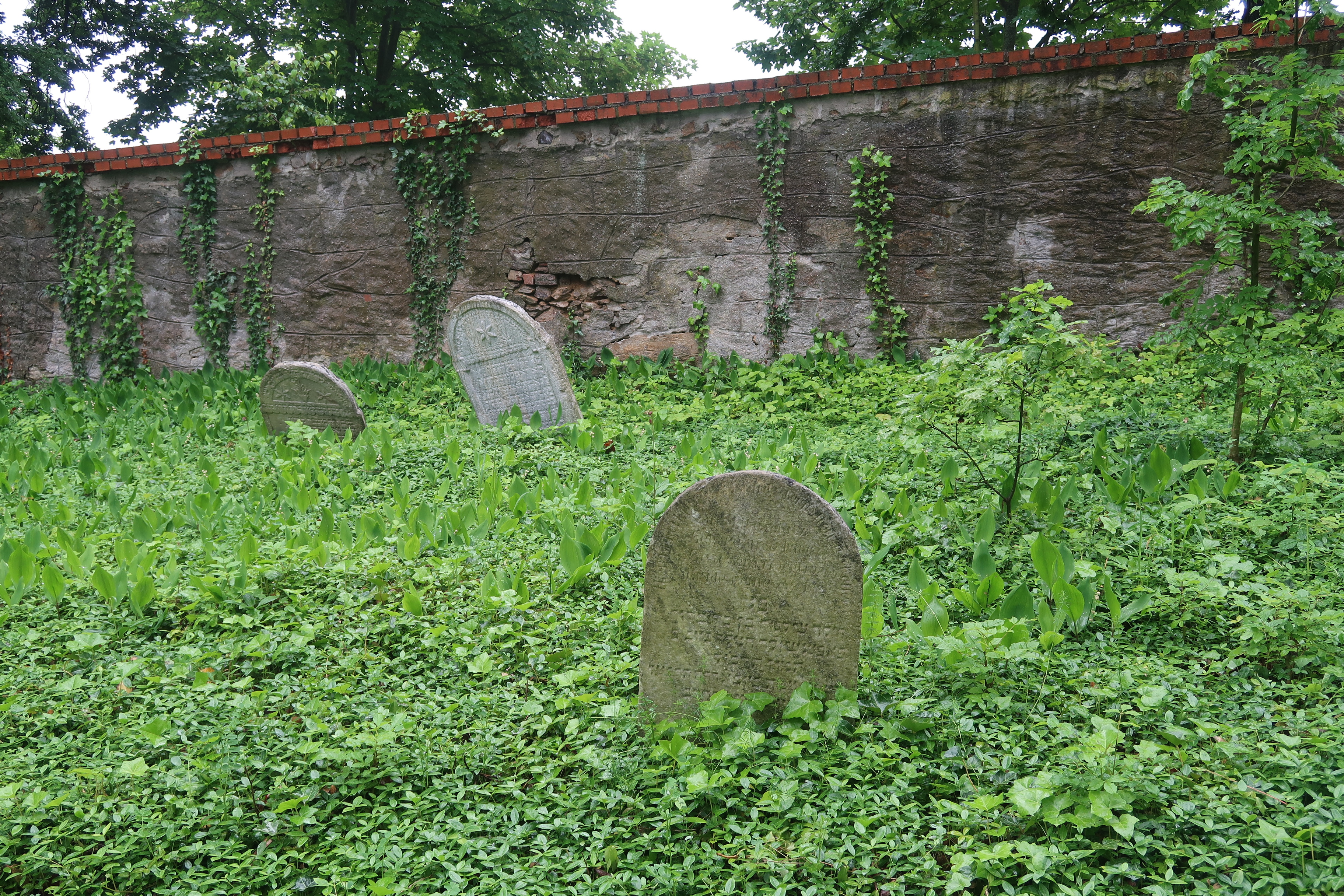